# Volta Ciclista a Catalunya
La Volta Ciclista a Catalunya (in italiano Giro di Catalogna) è una corsa a tappe maschile di ciclismo su strada che si disputa annualmente nella comunità autonoma della Catalogna, in Spagna.
Organizzata per la prima volta nel 1911, è la quarta più antica gara a tappe per professionisti dopo il Tour de France, svoltosi per la prima volta nel 1903, il Giro del Belgio (1908) e il Giro d'Italia (1909). Nel 2005 è entrata a far parte del circuito dell'UCI ProTour e nel 2009 è stata inserita nel calendario mondiale UCI/World Tour.
Si disputa in marzo, alcune settimane prima delle grandi classiche.

## Storia
La gara nacque nel 1911 su idea di Miquel Artemán, giudice di gara e giornalista di ciclismo per l'allora settimanale Mundo Deportivo; con il sostegno di Narciso Masferrer, presidente dell'Unión Velocipédica Española (antesignana della RFEC, l'odierna Federazione ciclistica spagnola), e di Jaume Grau, fondatore dello stesso Mundo Deportivo, Artemán riuscì, insieme al Club Deportivo Barcelona, ad organizzare una gara in tre tappe.
La prima edizione si svolse così in tre giorni, dal 6 all'8 gennaio 1911. Furono 43 i ciclisti iscritti; in 34 presero il via da Plaça de Sarrià, a Barcellona, e in ventidue conclusero la gara due giorni dopo al velodromo di Sants, ancora a Barcellona, al termine di un percorso di 363 chilometri che li aveva portati a toccare anche Tarragona e Lleida. Vincitore, ad una media di 23 km/h, fu Sebastià Masdeu, abile ad aggiudicarsi anche la prima e la terza frazione.
Su impulso di Miquel Artemán, il Club Deportivo Barcelona si fece carico dell'organizzazione della corsa anche negli anni 1912 e 1913 – vinsero rispettivamente José Magdalena, secondo nel 1911, e Joan Martí; poi, dopo il trasferimento di Artemán a Siviglia, il Club Deportivo venne sciolto e lo svolgimento della gara interrotto. La competizione ritornò a esistere sette anni dopo, nel 1920, sotto la gestione dell'Unión Velocipédica Española (vinse il francese Joseph Pelletier), salvo però essere nuovamente sospesa già l'anno dopo.
La storia della Volta a Catalunya ricominciò nel 1923: a occuparsi dell'organizzazione fu questa volta l'Unión Deportiva de Sants, società nata a Barcellona nell'aprile del 1922 in seguito alla fusione di altri quattro club sportivi, due di calcio e due di ciclismo. Si trattò di una ripresa definitiva, in pochi anni la gara, assumendo l'ormai classica durata settimanale, divenne un evento prestigioso, capace di richiamare anche una numerosa rappresentanza internazionale. Fu in questo periodo, tra gli anni 1920 e 1930, che si impose la figura sportiva di Mariano Cañardo, ciclista navarro, ma cresciuto ciclisticamente nel distretto barcellonese di Sant Andreu, capace di aggiudicarsi sette edizioni della gara tra il 1928 e il 1939. Si tratta di un record di successi ancora imbattuto, che rende Cañardo un simbolo dello sport catalano di quegli anni.
Un'ulteriore interruzione di due anni sullo svolgimento della corsa arrivò a causa dello scoppio della guerra civile spagnola, nel 1936. A partire dal 1939, con la conclusione del conflitto, la gara si è comunque sempre svolta regolarmente con cadenza annuale, sempre sotto il patrocinio dell'Unión Deportiva de Sants (la società organizzatrice nel 2007 è divenuta ufficialmente la Volta Ciclista a Catalunya Asociación Deportiva).
Negli anni numerosi sono stati i grandi campioni capaci di imporsi: Miguel Poblet vinse nel 1952 e nel 1960, Jacques Anquetil nel 1967, Eddy Merckx nel 1968, Luis Ocaña nel 1971, Felice Gimondi nel 1972, Francesco Moser nel 1978, Sean Kelly nel 1984 e nel 1986, Miguel Indurain per tre volte, nel 1988, nel 1991 e nel 1992. La vittoria dell'edizione 2011 della Volta a Catalunya, originariamente appannaggio di Alberto Contador, è stata riassegnata a Michele Scarponi in seguito alla squalifica per doping inflitta allo stesso Contador.
La Volta a Catalunya si svolge generalmente nell'arco di sette giorni; nel 1945, per celebrare la venticinquesima edizione, durò però ben due settimane. La competizione si teneva storicamente nella prima metà di settembre, benché alcune edizioni si siano svolte in aprile, maggio, giugno o anche agosto. Con lo spostamento a settembre della Vuelta a España, nel 1995, la gara catalana è stata conseguentemente spostata in calendario prima al mese di giugno e poi, dal 2005, in maggio, in contemporanea con il Giro d'Italia. Dal 2010 si corre a fine marzo, una settimana dopo la Tirreno-Adriatico. Nel 2005 la corsa è entrata a far parte del calendario dell'UCI ProTour, e nel 2009 è stata inserita nel calendario mondiale UCI (dal 2011 noto come UCI World Tour).

## Albo d'oro
Aggiornato all'edizione 2025.
| Anno    | Vincitore                                    | Secondo                                      | Terzo                                        |
| ------- | -------------------------------------------- | -------------------------------------------- | -------------------------------------------- |
| 1911    | Sebastiàn Masdéu                             | Josep Magdalena                              | Vicente Blanco                               |
| 1912    | Josep Magdalena                              | Joan Martí                                   | Antonio Crespo                               |
| 1913    | Joan Martí                                   | Antonio Crespo                               | Guillermo Antón                              |
| 1914-19 | non disputata                                | non disputata                                | non disputata                                |
| 1920    | Joseph Pelletier                             | José Nat                                     | Jaime Janer                                  |
| 1921-22 | non disputata                                | non disputata                                | non disputata                                |
| 1923    | Maurice Ville                                | Joseph Pelletier                             | José Nat                                     |
| 1924    | Miquel Mucio                                 | Teodoro Monteys                              | Victorino Otero                              |
| 1925    | Miquel Mucio                                 | Jaime Janer                                  | Teodoro Monteys                              |
| 1926    | Victor Fontan                                | Miquel Mucio                                 | Mariano Cañardo                              |
| 1927    | Victor Fontan                                | Mariano Cañardo                              | Georges Cuvelier                             |
| 1928    | Mariano Cañardo                              | Miquel Mucio                                 | Julio Borras                                 |
| 1929    | Mariano Cañardo                              | Jean Aerts                                   | Arturo Bresciani                             |
| 1930    | Mariano Cañardo                              | Marcel Maurel                                | Ricardo Montero                              |
| 1931    | Salvador Cardona                             | Mariano Cañardo                              | Aleardo Simoni                               |
| 1932    | Mariano Cañardo                              | Domenico Piemontesi                          | Isidro Figueras                              |
| 1933    | Alfredo Bovet                                | Ambrogio Morelli                             | Antoine Dignef                               |
| 1934    | Bernardo Rogora                              | Alfons Deloor                                | Nino Sella                                   |
| 1935    | Mariano Cañardo                              | Federico Ezquerra                            | Joseph Huts                                  |
| 1936    | Mariano Cañardo                              | Frans Bonduel                                | Juan Gimeno                                  |
| 1937-38 | non disputata                                | non disputata                                | non disputata                                |
| 1939    | Mariano Cañardo                              | Diego Chafer                                 | Fermín Trueba                                |
| 1940    | Christophe Didier                            | Mathias Clemens                              | Mariano Cañardo                              |
| 1941    | Antonio Andrés Sancho                        | Andres Canals                                | José Campama                                 |
| 1942    | Federico Ezquerra                            | Julián Berrendero                            | Diego Chafer                                 |
| 1943    | Julián Berrendero                            | Vicente Miro                                 | Antonio Destrieux                            |
| 1944    | Miguel Casas                                 | Dalmacio Langarica                           | Vicente Miro                                 |
| 1945    | Bernardo Ruiz                                | Juan Gimeno                                  | Robert Zimmermann                            |
| 1946    | Julián Berrendero                            | Gottfried Weilenmann                         | Bernardo Capó                                |
| 1947    | Emilio Rodríguez                             | Miguel Gual                                  | Georges Aeschlimann                          |
| 1948    | Emilio Rodríguez                             | Giulio Bresci                                | Ezio Cecchi                                  |
| 1949    | Emile Rol                                    | Miguel Poblet                                | Robert Desbats                               |
| 1950    | Antoni Gelabert                              | José Serra                                   | Francisco Masip                              |
| 1951    | Primo Volpi                                  | Francisco Masip                              | Manolo Rodriguez                             |
| 1952    | Miguel Poblet                                | Salvador Botella                             | José Serra                                   |
| 1953    | Salvador Botella                             | Francisco Masip                              | José Serra                                   |
| 1954    | Walter Serena                                | Alberto Sant                                 | Miguel Poblet                                |
| 1955    | José Gómez del Moral                         | Gabriel Company                              | Emilio Rodríguez                             |
| 1956    | Aniceto Utset                                | Vicente Iturat                               | Francisco Masip                              |
| 1957    | Jesús Loroño                                 | Salvador Botella                             | René Margil                                  |
| 1958    | Richard Van Genechten                        | Gabriel Mas                                  | Aniceto Utset                                |
| 1959    | Salvador Botella                             | Fernando Manzaneque                          | José Herrero Berrendero                      |
| 1960    | Miguel Poblet                                | José Pérez Francés                           | Emilio Cruz                                  |
| 1961    | Henri Duez                                   | Jorge Nicolau                                | Juan Manuel Menéndez                         |
| 1962    | Antonio Karmany                              | Manuel Martín Pinera                         | Ginés García                                 |
| 1963    | Joseph Novales                               | Angelino Soler                               | Antonio Suárez                               |
| 1964    | Joseph Carrara                               | Pasquale Fabbri                              | José María Errandonea                        |
| 1965    | Antonio Gómez del Moral                      | Carlos Echeverría                            | Roberto Poggiali                             |
| 1966    | Arie den Hartog                              | Jacques Anquetil                             | Paul Gutty                                   |
| 1967    | Jacques Anquetil                             | Antonio Gómez del Moral                      | Robert Hagmann                               |
| 1968    | Eddy Merckx                                  | Felice Gimondi                               | Giancarlo Ferretti                           |
| 1969    | Mariano Díaz                                 | Franco Bitossi                               | Jesús Manzaneque                             |
| 1970    | Franco Bitossi                               | Francisco Galdós                             | Bernard Labourdette                          |
| 1971    | Luis Ocaña                                   | Bernard Labourdette                          | Domingo Perurena                             |
| 1972    | Felice Gimondi                               | José Antonio González                        | Antonio Martos                               |
| 1973    | Domingo Perurena                             | Jesús Manzaneque                             | Antonio Martos                               |
| 1974    | Bernard Thévenet                             | Andrés Oliva                                 | Domingo Perurena                             |
| 1975    | Fausto Bertoglio                             | Michel Laurent                               | José Martins                                 |
| 1976    | Enrique Martínez Heredia                     | Ronald De Witte                              | Agustín Tamames                              |
| 1977    | Freddy Maertens                              | Johan De Muynck                              | Joop Zoetemelk                               |
| 1978    | Francesco Moser                              | Francisco Galdós                             | Pedro Torres                                 |
| 1979    | Vicente Belda                                | Pedro Vilardebó                              | Christian Jourdan                            |
| 1980    | Marino Lejarreta                             | Johan van der Velde                          | Vicente Belda                                |
| 1981    | Faustino Rupérez                             | Serge Demierre                               | Marino Lejarreta                             |
| 1982    | Alberto Fernández                            | Pedro Muñoz                                  | Julián Gorospe                               |
| 1983    | José Recio                                   | Faustino Rupérez                             | Julius Thalmann                              |
| 1984    | Sean Kelly                                   | Pedro Muñoz                                  | Ángel Arroyo                                 |
| 1985    | Robert Millar                                | Sean Kelly                                   | Julián Gorospe                               |
| 1986    | Sean Kelly                                   | Álvaro Pino                                  | Charly Mottet                                |
| 1987    | Álvaro Pino                                  | Ángel Arroyo                                 | Iñaki Gastón                                 |
| 1988    | Miguel Indurain                              | Laudelino Cubino                             | Marino Lejarreta                             |
| 1989    | Marino Lejarreta                             | Pedro Delgado                                | Álvaro Pino                                  |
| 1990    | Laudelino Cubino                             | Marino Lejarreta                             | Pedro Delgado                                |
| 1991    | Miguel Indurain                              | Pedro Delgado                                | Alex Zülle                                   |
| 1992    | Miguel Indurain                              | Tony Rominger                                | Antonio Martín Velasco                       |
| 1993    | Álvaro Mejía                                 | Maurizio Fondriest                           | Antonio Martín Velasco                       |
| 1994    | Claudio Chiappucci                           | Fernando Escartín                            | Pedro Delgado                                |
| 1995    | Laurent Jalabert                             | Melchor Mauri                                | Jesús Montoya                                |
| 1996    | Alex Zülle                                   | Patrick Jonker                               | Marco Fincato                                |
| 1997    | Fernando Escartín                            | Ángel Casero                                 | Mikel Zarrabeitia                            |
| 1998    | Hernán Buenahora                             | Georg Totschnig                              | Fernando Escartín                            |
| 1999    | Manuel Beltrán                               | Roberto Heras                                | José María Jiménez                           |
| 2000    | José María Jiménez                           | Óscar Sevilla                                | Leonardo Piepoli                             |
| 2001    | Joseba Beloki                                | Igor González de Galdeano                    | Fernando Escartín                            |
| 2002    | Roberto Heras                                | Aitor Garmendia                              | Luis Pérez Rodríguez                         |
| 2003    | José Antonio Pecharromán                     | Roberto Heras                                | Koldo Gil                                    |
| 2004    | Miguel Á. Martín Perdiguero                  | Vladimir Karpec                              | Roberto Laiseka                              |
| 2005    | Jaroslav Popovyč                             | Leonardo Piepoli                             | David Moncoutié                              |
| 2006    | David Cañada                                 | Santiago Botero                              | Christophe Moreau                            |
| 2007    | Vladimir Karpec                              | Michael Rogers                               | Denis Men'šov                                |
| 2008    | Gustavo César Veloso                         | Rigoberto Urán                               | Rémi Pauriol                                 |
| 2009    | Alejandro Valverde                           | Daniel Martin                                | Haimar Zubeldia                              |
| 2010    | Joaquim Rodríguez                            | Xavier Tondó                                 | Rein Taaramäe                                |
| 2011    | Alberto Contador Michele Scarponi            | Daniel Martin                                | Chris Horner                                 |
| 2012    | Michael Albasini                             | Samuel Sánchez                               | Jurgen Van Den Broeck                        |
| 2013    | Daniel Martin                                | Joaquim Rodríguez                            | Michele Scarponi                             |
| 2014    | Joaquim Rodríguez                            | Alberto Contador                             | Tejay van Garderen                           |
| 2015    | Richie Porte                                 | Alejandro Valverde                           | Domenico Pozzovivo                           |
| 2016    | Nairo Quintana                               | Alberto Contador                             | Daniel Martin                                |
| 2017    | Alejandro Valverde                           | Alberto Contador                             | Marc Soler                                   |
| 2018    | Alejandro Valverde                           | Nairo Quintana                               | Pierre Latour                                |
| 2019    | Miguel Ángel López                           | Adam Yates                                   | Egan Bernal                                  |
| 2020    | annullata a causa della pandemia di COVID-19 | annullata a causa della pandemia di COVID-19 | annullata a causa della pandemia di COVID-19 |
| 2021    | Adam Yates                                   | Richie Porte                                 | Geraint Thomas                               |
| 2022    | Sergio Higuita                               | Richard Carapaz                              | João Almeida                                 |
| 2023    | Primož Roglič                                | Remco Evenepoel                              | João Almeida                                 |
| 2024    | Tadej Pogačar                                | Mikel Landa                                  | Egan Bernal                                  |
| 2025    | Primož Roglič                                | Juan Ayuso                                   | Enric Mas                                    |

## Statistiche

### Vittorie per nazione
Aggiornato al 2025
| Pos. | Paese         | Vittorie |
| ---- | ------------- | -------- |
| 1    | Spagna        | 60       |
| 2    | Francia       | 11       |
| 3    | Italia        | 10       |
| 4    | Colombia      | 5        |
| 5    | Belgio        | 3        |
| 5    | Irlanda       | 3        |
| 5    | Slovenia      | 3        |
| 8    | Svizzera      | 2        |
| 8    | Gran Bretagna | 2        |
| 10   | Australia     | 1        |
| 10   | Lussemburgo   | 1        |
| 10   | Paesi Bassi   | 1        |
| 10   | Russia        | 1        |
| 10   | Ucraina       | 1        |